# Wierigsdorf (Mittenwalde)
Wierigsdorf war eine Siedlung, die im 21. Jahrhundert auf der Gemarkung der Stadt Mittenwalde im Landkreis Dahme-Spreewald im Land Brandenburg liegt.

## Lage
Der Siedlungsplatz lag nördlich des Ortsteils Ragow und damit im 21. Jahrhundert vor der südöstlichen Stadtgrenze von Berlin. Das Stadtzentrum von Mittenwalde befand sich südwestlich. Aus dem Jahr 1748 existiert eine Beschreibung, wonach der Ort an Deutsch Wusterhausen, Miersdorf, Kiekebusch, Brusendorf sowie Ragow grenzte.

## Geschichte

### 14. bis 15. Jahrhundert
Im Jahr 1375 erschien erstmals Wirikstorff im Landbuch Karls IV., allerdings ohne jegliche weitere Bezeichnung über die Dorfform. Weitere Schreibweisen waren Wyrichstorff oder Wirickstorff. Es gehörte vor 1378 der Familie von Torgow, die die Lehnshoheit über die Herrschaft Zossen ausübten. Aus diesem Jahr ist eine Urkunde überliefert, nach der die Einwohner (vermutlich Bauern) von Wierigsdorf „die Planken und den Parchen an der Stadt zu Zossen bauen“ sollen. Außerdem soll der Richter „an der Brücke helfen“. 1394 erschien der Ort als Wiritstorp, allerdings war er offenbar wüst gefallen und das „Gotteshausland“ (die Pfarrhufen) wurden als Dotation einer Hospitalkapelle der Stadt Mittenwalde genutzt. Die Erwähnung der Pfarrhufen deutet darauf hin, dass es zu dieser Zeit eine Dorfkirche gegeben haben muss, die 1394 bereits wieder aufgegeben wurde. In den Regesten der Urkunden und Aufzeichnungen im Domstiftsarchiv Brandenburg findet sich ein Hinweis auf einen Pfarrer Johann Schramm, der darum gebeten hatte, die wüste Kirche mit einer neuen Kapelle in Mittenwalde zu vereinigen. Der Bischof entsprach diesem Wunsch und übertrug alle bestehenden und künftigen Rechte und Einkünfte, darunter auch das Kirchenpatronat, „um das Heil der in der Kirche von Wierigsdorf und auf ihrem Kirchhof ruhenden Seelen zu fördern“. 1462 und bis nach 1472 war der Ort im Besitz derer von Torgow, vermutlich aber nach wie vor wüst. Sie gaben 1478 die Lehnshoheit ab und so kam der Ort vermutlich ebenfalls in den Besitz des Johann Cicero.

### 16. bis 18. Jahrhundert
1527 war der Ort nach wie vor verlassen und gelangte vor 1565 an die Stadt Mittenwalde. Dort erschien es 1573 als zum Rat der Stadt Mittenwalde „ganz und gar“ gehörig. Sie vermietete die 25 Hufen große Gemarkung an Hufner und Kötter weiter. Die Dorfstätte ging als Mietobjekt an den Schulzen, die beiden Kirchhufen an die Pfarrer nach Brusendorf und Ragow. Bekannt ist auch, dass die Ratsmeierei aus Ragow drei Hufen auf der wüsten Feldmark Wierigsdorf hielt.
1605 – der Ort war immer noch wüst – erschien er mit 25 Hufen Größe als Pachtland der Ragower Bauern. Über die nächsten Jahrzehnte existieren bislang keine Dokumente; als wüste Feldmark war sie vom Dreißigjährigen Krieg praktisch nicht betroffen. Erst 1748 erschien eine wüste Feldmark mit nun 34 Hufen Größe, davon drei für den Pfarrer in Ragow sowie ein Kirchhufen für die Paul-Gerhardt-Kirche in Ragow. Der Lasse war verpflichtet, der Stadt Abgaben zu leisten: drei Wispel, drei Metzen und 16 Scheffel Roggen, drei Wispel und acht Metzel Gerste sowie eine Wispel, 19 Scheffel und acht Metzen Hafersaat. Die Bauern aus Ragow hatten von der Stadt Mittenwalde die Schäfereigerechtigkeit erhalten, bis zu 500 Schafe auf der Gemarkung zu halten. Sie konnten die Tiere an einem Pfuhl, dem Kerkpohl, tränken, der sich in der Nähe der alten Dorfstelle befunden haben muss. Die Stadt verfolgte Pläne, die Gegend wieder zu besiedeln; dabei sollten Mittenwalder Wiesenflächen am Großmachnower Weinberg einbezogen werden.
1750 war von Wierstorff erneut die Rede; 1754 jedoch auch von einer wüsten Feldmark, die von Ragow aus vom Schulzen sowie von acht Bauern aus mit je zwei Hufen kultiviert wurde. Die Besiedlung zeigte offenbar Wirkung, denn daneben gab es vier weitere Bauern, einen Müller sowie sechs Kötter, die je eine Hufe bewirtschafteten. Der Pfarrer hielt nach wie vor drei Hufen sowie zwei „Leute“ jeweils beide Kirchhufen. 1755 kamen sieben Kolonisten, darunter vier Familien aus der Kurpfalz hinzu. Sie wurden in Ragow angesiedelt, erhielten aber in Wierigsdorf je anderthalb Hufen Land. Im gleichen Jahr erfolgte eine Landvermessung, bei der Wierigsdorf zur Feldmark Ragow gezogen wurde.